# Marie Rosenberg
Marie Rosenberg, verheiratete Burton (* 8. Juli 1907 in Wien; † 12. Januar 1982 in East Malling) war eine österreichisch-britische Biologin. Ihr botanisches Kürzel lautet M.Rosenb.

## Leben
Nach dem Besuch des Reformrealgymnasiums in Wien, das sie mit der Matura verließ, studierte Rosenberg Biologie und Physiologie an der Universität Wien. Mit Prüfungsdatum vom 19. Juli 1930 promovierte sie zum Dr. phil.
Von November 1930 bis Juni 1932 war Rosenberg wissenschaftlicher Gast beim Kaiser-Wilhelm-Institut für Biologie in Berlin-Dahlem, wo sie in der Abteilung von Max Hartmann beschäftigt wurde. Hier widmete sie sich Forschungsarbeiten über Formwechsel und Fortpflanzung niederer Organismen.
Vom 1. Juli 1932 bis Ende Juni 1933 hatte Rosenberg eine planmäßige Assistentin beim Institut für Strahlenforschung der Medizinischen Fakultät der Berliner Universität. In dieser Stellung unterstand sie Walter Friedrich. 
Nach der Machtergreifung der Nationalsozialisten wurde Rosenberg aufgrund ihrer jüdischen Herkunft aus dem Staatsdienst entfernt. 1933/34 emigrierte sie nach Großbritannien. Dort wurde sie durch verschiedene Stipendien unterstützt und war von 1933 bis 1935 Mitarbeiterin (researcher) am Birkbeck College der London University. Von 1935 bis 1940 war sie dann am Biologischen Station der Freshwater Biological Association in Ambleside tätig.
Nach dem Ausbruch des Zweiten Weltkriegs wurde Rosenberg im Juni 1940 von den britischen Behörden – da sie formal noch immer österreichische/deutsche Staatsbürgerin war – interniert. Seit August 1940 hielt sie sich in einem Internierungslager auf der Isle of Man auf. Im Dezember 1940 wurde sie dank der Fürsprache der Society for Protection of Science and Learning (SPSL) und der British Federation of University Women freigelassen.
Von den nationalsozialistischen Polizeiorganen wurde Rosenberg derweil nach ihrer Emigration als Staatsfeindin eingestuft: Im Frühjahr 1940 setzte das Reichssicherheitshauptamt in Berlin sie auf die Sonderfahndungsliste G.B., ein Verzeichnis von Personen, die im Falle einer erfolgreichen deutschen Invasion Großbritanniens durch die Sonderkommandos der SS-Einsatzgruppen mit besonderer Priorität ausfindig gemacht und verhaftet werden sollten.
Ab Januar 1941 bis mindestens Frühjahr 1946 lebte und arbeitete Rosenberg in Cambridge, später in Kent.
Rosenberg war seit Juli 1942 mit Glynn Burton verheiratet.